# Нинкович, Милош
Ми́лош Ни́нкович (серб. Милош Нинковић / Miloš Ninković; род. 25 декабря 1984[…], Белград) — сербский футболист, игравший на позиции полузащитника. Выступал в сборной Сербии.

## Клубная карьера
Нинкович начал свою карьеру в молодёжном составе клуба «Чукарички», в 2002 году он дебютировал в главной команде клуба. Проведя за 2 сезона 50 матчей и забив 10 мячей, Нинкович перешёл в киевское «Динамо», с которым выиграл 2 чемпионата и 3 Кубка Украины. В начале января 2013 года Нинкович был отдан в аренду в «Эвиан», рассчитанную до 30 июня 2013 года. Сезон 2013/14 провёл в «Црвена Звезде». Летом 2014 года вернулся в «Эвиан».
В июне 2015 года перешёл в австралийский «Сидней», подписав двухлетний контракт. В мае 2017 года был признан лучшим игроком чемпионата Австралии.

## Карьера в сборной
Первый вызов в сборную Сербии Милош Нинкович получил на матч с командой Австрии в 2008 году, но на поле не вышел из-за травмы. Дебютировал же 1 апреля 2009 года в товарищеском матче против сборной Швеции.

## Личная жизнь
В детстве Милош во время игры в салки поскользнулся рядом с лестницей, из которой торчал длинный штырь, упал и разбил себе голову. От трагедии его спас друг, положивший руку на остриё штыря.
В ноябре 2022 года стал гражданином Австралии. С женой Деяной познакомился на студенческой вечеринке; имеет троих детей, сына и двух дочерей, старшая родилась в Украине.

## Достижения
«Динамо» (Киев)
- Чемпион Украины (2): 2006/07, 2008/09
- Серебряный призёр чемпионата Украины (4): 2007/08, 2009/10, 2010/11, 2011/12
- Обладатель Кубка Украины (3): 2004/05, 2005/06, 2006/07
- Финалист Кубка Украины (2): 2007/08, 2010/11
- Обладатель Суперкубка Украины (4): 2006, 2007, 2009, 2011

«Эвиан»
- Финалист Кубка Франции: 2012/13

«Црвена Звезда»
- Чемпион Сербии: 2013/14

«Сидней»
- Чемпион Австралии (3): 2016/17, 2018/19, 2019/20
- Лучший игрок чемпионата Австралии: 2016/17
- Обладатель Кубка Австралии: 2017
- Финалист Кубка Австралии: 2016